# Fernando Marías Amondo
Fernando Marías Amondo   (Bilbao, 13 de juny de 1958 - Madrid, 5 de febrer de 2022) fou un escriptor i guionista basc en llengua castellana. El 1975 es va traslladar a Madrid per estudiar cinema. La seva primera novel·la, La luz prodigiosa (1990), va guanyar el Premi Ciutat de Barbastro. El 2001, amb la novel·la El niño de los coroneles, va guanyar el Premi Nadal. Va escriure, amb Juan Bas, la sèrie de culte Páginas ocultas de la historia i els guions de les pel·lícules El segon nom (Paco Plaza, 2001) i La luz prodigiosa (Miguel Hermoso, 2003), basada en la seva novel·la homònima.

## Obra

### Narrativa
- La luz prodigiosa (1990).
- Esta noche moriré (1992).
- Páginas ocultas de la historia (1997), escrita amb Juan Bas.
- Los fabulosos hombres película (1998).
- El niño de los coroneles (2001).
- La batalla de Matxitxako (2001).
- La mujer de las alas grises (2003).
- Invasor (2004).
- Cielo abajo (2005).
- El mundo se acaba todos los días (2005).
- Zara y el librero de Bagdad (2008)..
- Todo el amor y casi toda la muerte (2010).
- El silencio se mueve (2010).
- La isla del padre (2015).

### Guions
- El segon nom (2001)
- La luz prodigiosa (2002)
- Invasor (2012)

## Premis
- 1990: Premi Ciutat de Barbastre per La luz prodigiosa.
- 2001: Premi Nadal de novel·la per El niño de los coroneles.
- 2005: Premi Dulce Chacón de Narrativa Espanyola per Invasor.
- 2005: Premi Anaya per Cielo abajo.
- 2005: Premi Ateneo de Sevilla per El mundo se acaba todos los días.[3]
- 2006: Premi Nacional de literatura infantil i juvenil de les Lletres Espanyoles per Cielo abajo.[4]
- 2008: Premi Gran Angular de literatura juvenil per Zara y el librero de Bagdad.
- 2010: Premi Primavera de novel·la per Todo el amor y casi toda la muerte.[5]
- 2015: Premi Biblioteca Breve per La isla del padre.[6]